# مؤشر جاكرتا الإسلامي
مؤشر جاكرتا الإسلامي هو مؤشر سوق أوراق مالية، تم إنشاؤه في 3 يوليو 2000م في بورصة إندونيسيا (المعروفة سابقًا باسم بورصة جاكرتا) للمساعدة في تسهيل تداول الشركات العامة وفقًا لقانون الشريعة الإسلامية التجاري. وفقًا للشريعة الإسلامية يمنع أي شركة من المشاركة في الأنشطة المتعلقة بالمقامرة والمضاربة والخدمات المصرفية التقليدية والتمويل. لا يُدرج في مؤشر جاكرتا الإسلامي الأسهم التي تنتج أو توزع المواد الغذائية أو المشروبات أو المواد الضارة أخلاقياً التي تتعارض مع القيم الإسلامية. اعتبارًا من 4 ديسمبر 2017 احتوى مؤشر جاكرتا الإسلامي على 30 شركة متداولة في البورصة.
على عكس مؤشر الأسهم اشرعي الإندونيسي الذي يسرد جميع أسهم بورصة إندونيسيا التي تلبي رمز الشريعة، يجب على الأسهم المدرجة بموجب مؤشر جاكرتا الإسلامي تلبية المعايير الإجرائية وكذلك متطلبات الأداء، مثل:
- يجب إدراج السهم في البورصة لمدة ثلاثة أشهر على الأقل قبل تقديم الطلب.
- يجب أن يحتوي التقرير المالي السنوي أو نصف السنوي للشركة على نسبة أصول الالتزام لا تزيد عن 90٪.
- المرتبة في أفضل 60 سهم بناءً على متوسط القيمة السوقية للعام السابق.
- صنف في قائمة أفضل 30 سهم بناءً على متوسط سيولة العام السابق في السوق العادية.
- يتم إجراء إعادة تقييم للأسهم المدرجة كل عامين ويتم نشر النتائج في مايو ونوفمبر. [1]